# Félia Litvinne

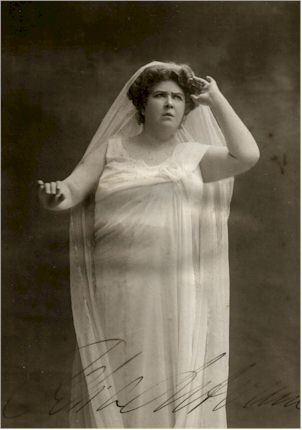
Félia Litvinne (1908)

Félia Litvinne (* 11. Oktober 1860 in St. Petersburg; † 12. Oktober 1936 in Paris) war eine im zaristischen Russland geborene, überwiegend in Europa lebende Sopranistin.

## Leben
Félia Litvinne wurde unter dem Namen Françoise-Jeanne Schütz als Tochter eines russischen Vaters und einer aus Quebec stammenden französisch-kanadischen Mutter geboren. Sie wuchs multilingual auf und studierte in Russland, der Schweiz, Italien und in Paris u. a. bei Pauline Viardot und Victor Maurel. Ihr Stimmumfang ermöglichte ihr Partien als Mezzosopranistin wie auch als dramatische Sopranistin und Koloratursopranistin. Im Jahre 1883 debütierte sie in Italien und startete eine internationale Karriere.
Sie trat an bedeutenden Opernhäusern auf wie der Metropolitan Oper New York, der Pariser Oper, der Mailänder Scala, der Oper Rom, Theatro La Fenice, dem Royal Opera House Covent Garden sowie in Moskau und Sankt Petersburg. Ihr letzter Auftritt war 1919 in Vichy, anschließend gab sie Konzerte bis 1924.